# NGC 5527
NGC 5527 este o galaxie situată în constelația Boarul. A fost descoperită în  de către .